# Антоніо Гусман Фернандес
Сильвестре Антоніо Гусман Фернандес (ісп. Silvestre Antonio Guzmán Fernández; 12 лютого 1911 — 4 липня 1982) — домініканський політик і бізнесмен, президент країни з 1978 до 1982 року.

## Життєпис
Народився у місті Консепсьйон-де-ла-Вега. Там же закінчив початкову й середню школу. 1939 одружився з Рене Кланг Авеліно, дочкою француза та бразилійки, від шлюбу з якою народилось двоє дітей.
Гусман займався експортом фруктів і невдовзі став заможним землевласником. Будучи одним із перших членів заснованої Хуаном Бошем Домініканської революційної партії, Гусман обіймав посаду секретаря сільського господарства в кабінеті Боша 1963 року. У травні 1966 був кандидатом на посаду віце-президента від своєї партії. Утім вибори виграв Хоакін Балагер.
1974 року Гусман уже сам брав участь у президентських перегонах як кандидат від об'єднаної опозиції. Однак його кандидатуру було знято, оскільки Балагер змінив правила проведення виборів.

### Президентство
Знову балотувався на пост президента 1978 року, а його суперником знову був Балагер. Коли під час підрахунку голосів стала очевидною тенденція на користь Гусмана, військовики призупинили підрахунок. Тим не менше, на тлі активних протестів у країні й сильного тиску з-за кордону підрахунок голосів відновився. Таким чином, Балагер вперше не зміг перемогти у виборчій кампанії, а в історії Домініканської Республіки вперше відбувся мирний процес передачі влади чинним президентом опозиційному кандидату.
Політичний план Гусмана полягав у поступовому реформуванні соціально-економічного життя Домініканської Республіки, одночасно він намагався безпосередньо взаємодіяти зі Збройними силами, які мали можливість чинити сильний політичний тиск. Задля здобуття контролю над армією Гусман перепризначав та звільнював з військових посад тих, хто не підтримував його політику, паралельно призначаючи на високі пости молодих офіцерів, лояльних до його курсу. Окрім того, Гусман створював офіційні заклади з підготовки й навчання офіцерського складу.
Політичні плани Гусмана обмежувались більшістю Національного конгресу, що складалась із членів Реформістської партії Балагера.
До досягнень президентства Гусмана відносять покращення системи громадського транспорту в країні, збільшення мінімального розміру оплати праці. Але навіть при тому, що Гусман провів цілу низку реформ, за часів його правління спостерігався економічний спад, який ще більше поглибив ураган Девід 1979 року.

### Самогубство
Гусман покінчив життя 4 липня 1982 року, перебуваючи у власному кабінеті в Національному палаці. Віце-президент Хакобо Махлута Азар став чинним президентом і виконував його обов'язки упродовж решти 43 днів з чотирирічного терміну.